# Proclamation de neutralité
La Proclamation de neutralité (en anglais : Proclamation of Neutrality) est une annonce officielle signée par le président des États-Unis George Washington et publiée le 22 avril 1793 qui déclare la nation neutre dans la Guerre de la Première Coalition. Elle prévient aussi que tout citoyen américain prêtant assistance à un pays belligérant serait passible de poursuites judiciaires, une clause toujours en vigueur aujourd'hui.

## Contexte
En 1793, la guerre est en cours entre la jeune République française et une coalition de puissances européennes. L'ambassadeur de France aux États-Unis, Edmond Genêt, débarque à Charleston et commence une campagne pour amener les États-Unis à soutenir l'effort de guerre de la République. Son action devient populaire au sein de la population.

## Élaboration
George Washington, sachant la faiblesse des armées américaines et redoutant une intervention des troupes britanniques par le Canada, pose des questions à son cabinet. Les États-Unis doivent-ils émettre une proclamation déclarant sa neutralité et celle de ses citoyens ? Doit-on recevoir un ambassadeur de la France ? Les traités conclus antérieurement avec la France s'appliquent-ils à la situation actuelle ? S'appliquent-ils à une guerre offensive ou seulement à guerre défensive ? Le Cabinet se réunit le 19 avril 1793 pour répondre aux questions du président. Après des débats avec Thomas Jefferson et Alexander Hamilton, le Cabinet décide d'émettre une proclamation officielle de neutralité. Le procureur général des États-Unis, Edmund Randolph, la rédige ; George Washington la signe et elle est publiée le 22 avril 1793. 